# Azuré de la sauge
Pseudophilotes bavius
Espèce
L’Azuré de la sauge (Pseudophilotes bavius) est une espèce de lépidoptères (papillons) de la famille des Lycaenidae, de la sous-famille des Polyommatinae et du genre Pseudophilotes. 

## Dénominations
Pseudophilotes bavius (Eduard Friedrich von Eversmann, 1832)
Synonyme : Lycaena bavius (Eversmann, 1832).

### Noms vernaculaires
L’Azuré de la sauge se nomme en anglais Bavius Blue.

### Sous-espèces
- Pseudophilotes bavius bavius présent en Russie et au Kazakhstan.
- Pseudophilotes bavius casimiri (Hemming) présent en Grèce.
- Pseudophilotes bavius egea (Herrich-Schäffer, 1852) présent au Caucase.
- Pseudophilotes bavius fatma (Oberthür, 1890) l’Azuré maghrébin de la sauge présent en Afrique du Nord (Anti-Atlas marocain et algérien)
- Pseudophilotes bavius hungaricus (Diozeghy,1913) présent en Roumanie.
- Pseudophilotes bavius macedonicus (Schulte) présent en Grèce[1],[2].

## Description
C'est un petit papillon bleu ou grisâtre suivant les sous-espèces qui présente aux ailes postérieures une ligne de taches submarginales orange.
Le revers est beige très peu suffusé de bleu et orné de lignes de petits points noirs et d'une ligne submarginale de taches orange à l'aile postérieure.

## Biologie

### Période de vol et hivernation
Il vole en une génération en mai-juin.
Les chenilles sont soignées par les fourmis.
Il hiverne au stade nymphal.

### Parasitisme
Le parasitisme par un hyménoptère, Apantales lycaenae peut atteindre 95 % en Roumanie.

### Plantes hôtes
Ses plantes hôtes sont diverses Salvia, Salvia argentea pour l'Azuré maghrébin de la sauge, Salvia nutans en Roumanie, Salvia officinalis et Salvia verbenaca en Grèce.

## Écologie et distribution
Il est présent en petites colonies isolées en Afrique du Nord et dans le sud-est de l'Europe, Roumanie, Hongrie, Macédoine, Grèce, et en Turquie. Il est aussi présent en Asie Mineure, dans le sud de la Russie et le nord du Kazakhstan.

### Biotope
Son habitat est constitué de broussailles sèches.

### Protection
Il est inscrit sur le liste rouge des insectes en Grèce, Macédoine, Roumanie, Turquie, Ukraine et Yougoslavie.